# Tomasz Sokolowski
Tomasz Sokolowski (Stettino, 25 giugno 1985) è un ex calciatore norvegese, di ruolo centrocampista.

## Biografia
È il figlio di Kazimierz Sokołowski, ex calciatore polacco trasferitosi in Norvegia nel 1991.

## Carriera

### Club

#### Lyn Oslo
Sokolowski ha iniziato la carriera con la maglia del Lyn, debuttando nell'Eliteserien il 4 maggio 2003, quando ha sostituito Jan-Derek Sørensen contro il Molde, in una partita che si è conclusa 2-2 (è stata proprio di Sokolowski la rete del pareggio). Il 7 novembre 2004 è stato titolare nella finale dell'edizione stagionale del Norgesmesterskapet, in cui il suo Lyn è uscito sconfitto dal Brann per 4-1.

#### Viking
Nel 2009 è passato al Viking, esordendo il 15 marzo dello stesso anno: è subentrato infatti a Birkir Bjarnason nel successo per 3-0 sull'Odd Grenland. Il 5 luglio ha segnato la prima rete per il nuovo club, siglando il gol del definitivo 4-2 con cui il Viking s'è imposto sul Lillestrøm.

#### Brann
Il 25 novembre 2011 è stato reso noto il suo trasferimento al Brann, a partire dal 1º gennaio successivo. È arrivato a parametro zero e si è legato al nuovo club con un contratto dalla durata triennale. Ha esordito in squadra il 25 marzo 2012, schierato titolare nella sconfitta per 3-1 maturata sul campo del Rosenborg. Il 7 luglio seguente è arrivata la prima rete in campionato, nella sconfitta per 2-1 in casa dell'Hønefoss.

#### Stabæk
Il 28 marzo 2014, è passato in prestito allo Stabæk, fino al 15 luglio. Ha debuttato con questa casacca il 30 marzo, subentrando a Fredrik Brustad nella sconfitta interna per 0-3 contro il Vålerenga. Rientrato al Brann, ha rescisso il contratto che lo legava al club lo stesso 15 luglio. Sempre nello stesso giorno, quindi, è tornato allo Stabæk a cui si è legato con un accordo valido fino al termine della stagione. Si è svincolato così al termine del campionato 2014.

#### Asker
Il 5 gennaio 2016, dopo un anno di inattività, ha firmato un contratto biennale con l'Asker, formazione militante nella 2. divisjon. Il 30 aprile ha giocato la prima partita in squadra, subentrando ad Axel Øvrebø Harstad nel successo interno per 1-0 sul Fram Larvik. L'11 giugno ha trovato la prima rete, nel 4-1 inflitto al Vindbjart. Ha totalizzato 15 presenze e 3 reti tra campionato e coppa, nel corso di questa stagione, che l'Asker ha chiuso al 5º posto nel proprio girone.

### Nazionale
Il centrocampista avrebbe potuto giocare sia per la Polonia che per la Norvegia. Sokolowski ha scelto la seconda opzione: ha giocato 23 partite per la Norvegia under 21, con 3 reti all'attivo. Ha debuttato il 28 aprile 2004, quando ha sostituito Lars Iver Strand nel successo per 1-0 sulla Russia. Il 15 gennaio 2005 segnò la prima rete, nel successo per 0-1 sull'Ucraina.
Il 29 gennaio 2006 ha esordito per la Nazionale maggiore, nell'amichevole contro gli Stati Uniti che si è conclusa con una sconfitta per 5-0.

## Statistiche

### Presenze e reti nei club
Statistiche aggiornate al 26 ottobre 2017.
| Stagione        | Club            | Campionato      | Campionato | Campionato | Coppe nazionali | Coppe nazionali | Coppe nazionali | Coppe continentali | Coppe continentali | Coppe continentali | Supercoppe | Supercoppe | Supercoppe | Totale | Totale |
| Stagione        | Club            | Comp            | Pres       | Reti       | Comp            | Pres            | Reti            | Comp               | Pres               | Reti               | Comp       | Pres       | Reti       | Pres   | Reti   |
| --------------- | --------------- | --------------- | ---------- | ---------- | --------------- | --------------- | --------------- | ------------------ | ------------------ | ------------------ | ---------- | ---------- | ---------- | ------ | ------ |
| 2003            | Lyn Oslo        | ES              | 20         | 2          | CN              | 4               | 0               | CU                 | 4                  | 0                  | -          | -          | -          | 28     | 2      |
| 2004            | Lyn Oslo        | ES              | 23         | 2          | CN              | 7               | 0               | -                  | -                  | -                  | -          | -          | -          | 30     | 2      |
| 2005            | Lyn Oslo        | ES              | 25         | 3          | CN              | 3               | 0               | -                  | -                  | -                  | -          | -          | -          | 28     | 3      |
| 2006            | Lyn Oslo        | ES              | 26         | 2          | CN              | 4               | 1               | CU                 | 2                  | 0                  | -          | -          | -          | 32     | 3      |
| 2007            | Lyn Oslo        | ES              | 21         | 3          | CN              | 4               | 0               | -                  | -                  | -                  | -          | -          | -          | 25     | 3      |
| 2008            | Lyn Oslo        | ES              | 26         | 3          | CN              | 5               | 0               | -                  | -                  | -                  | -          | -          | -          | 31     | 3      |
| Totale Lyn Oslo | Totale Lyn Oslo | Totale Lyn Oslo | 141        | 15         |                 | 27              | 1               |                    | 6                  | 0                  |            | -          | -          | 174    | 16     |
| 2009            | Viking          | ES              | 21         | 1          | CN              | 3               | 0               | -                  | -                  | -                  | -          | -          | -          | 24     | 1      |
| 2010            | Viking          | ES              | 18         | 0          | CN              | 4               | 0               | -                  | -                  | -                  | -          | -          | -          | 22     | 0      |
| 2011            | Viking          | ES              | 4          | 1          | CN              | 0               | 0               | -                  | -                  | -                  | -          | -          | -          | 4      | 1      |
| Totale Viking   | Totale Viking   | Totale Viking   | 43         | 2          |                 | 7               | 0               |                    | -                  | -                  |            | -          | -          | 50     | 2      |
| 2012            | Brann           | ES              | 13         | 2          | CN              | 3               | 1               | -                  | -                  | -                  | -          | -          | -          | 16     | 3      |
| 2013            | Brann           | ES              | 25         | 1          | CN              | 3               | 0               | -                  | -                  | -                  | -          | -          | -          | 28     | 1      |
| Totale Brann    | Totale Brann    | Totale Brann    | 38         | 3          |                 | 6               | 1               |                    | -                  | -                  |            | -          | -          | 44     | 4      |
| 2014            | Stabæk          | ES              | 25         | 0          | CN              | 6               | 0               | -                  | -                  | -                  | -          | -          | -          | 31     | 0      |
| 2016            | Asker           | 2D              | 14         | 3          | CN              | 1               | 0               | -                  | -                  | -                  | -          | -          | -          | 15     | 3      |
| 2017            | Asker           | 2D              | 24         | 2          | CN              | 1               | 0               | -                  | -                  | -                  | -          | -          | -          | 25     | 2      |
| Totale Asker    | Totale Asker    | Totale Asker    | 38         | 5          |                 | 2               | 0               |                    | -                  | -                  |            | -          | -          | 40     | 5      |
| Totale          | Totale          | Totale          | 286        | 25         |                 | 48              | 2               |                    | 6                  | 0                  |            | -          | -          | 339    | 27     |

#### Cronologia presenze e reti in Nazionale
| Cronologia completa delle presenze e delle reti in nazionale ― Norvegia | Cronologia completa delle presenze e delle reti in nazionale ― Norvegia | Cronologia completa delle presenze e delle reti in nazionale ― Norvegia | Cronologia completa delle presenze e delle reti in nazionale ― Norvegia | Cronologia completa delle presenze e delle reti in nazionale ― Norvegia | Cronologia completa delle presenze e delle reti in nazionale ― Norvegia | Cronologia completa delle presenze e delle reti in nazionale ― Norvegia | Cronologia completa delle presenze e delle reti in nazionale ― Norvegia |
| Data                                                                    | Città                                                                   | In casa                                                                 | Risultato                                                               | Ospiti                                                                  | Competizione                                                            | Reti                                                                    | Note                                                                    |
| ----------------------------------------------------------------------- | ----------------------------------------------------------------------- | ----------------------------------------------------------------------- | ----------------------------------------------------------------------- | ----------------------------------------------------------------------- | ----------------------------------------------------------------------- | ----------------------------------------------------------------------- | ----------------------------------------------------------------------- |
| 29/01/2006                                                              | Carson                                                                  | Stati Uniti                                                             | 5 – 0                                                                   | Norvegia                                                                | Amichevole                                                              | -                                                                       |                                                                         |
| Totale                                                                  |                                                                         | Presenze                                                                | 1                                                                       |                                                                         | Reti                                                                    | 0                                                                       |                                                                         |